# Барсегян, Анаит Кареновна
Анаит Барсегян (3 марта 1994; Харьков) — армянская пловчиха. Рекордсменка и чемпионка Армении. Мастер спорта международного класса. Участница летних олимпийских игр 2012 года в Лондоне

## Биография
Анаит Барсегян родилась 3 марта 1994 года  в Харькове. Плаванием стала заниматься в 7 лет. Первым тренером и человеком, который привел в спорт, был её отец — Карен Барсегян

## Спортивная карьера
За свою карьеру Анаит Барсегян выиграла чемпионат Армении 2007, 2008 и 2009 годов, а также признавалась  лучшей пловчихой Панармянских игр в Иране (2009). На прошедшей, в 2010 году, в Сингапуре юношеской олимпиаде в категории 50 м. на спине заняла 17-е место. В том же году, в кубке Армении по плаванию заняла 2-е место .
В 2012 году на первенстве Армении установила сразу несколько рекордов: 100 метров в комплексном плавании проплыла за 1:09:29, 50 метров баттерфляем — 30:89, а в 25-метровом бассейне 50 метров одолела за 1:05:00 ․

## Достижения
- 2007 — Чемпионка Армении
- 2008 — Чемпионка Армении
- 2009 — Чемпионка Армении
- 2009 — Лучшая пловчиха Панармянсих игр
- 2010 — 2-е место на кубке Армении